# Jesus Aputen Cabrera
Jesus Aputen Cabrera (ur. 12 grudnia 1940 w Manili) – filipiński duchowny rzymskokatolicki, w latach 1985-2007 biskup Alaminos.

## Życiorys
Święcenia kapłańskie przyjął 11 kwietnia 1964. 5 maja 1980 został prekonizowany biskupem pomocniczym Lingayen-Dagupan ze stolicą tytularną Thisiduo. Sakrę biskupią otrzymał 1 lipca 1980. 22 kwietnia 1985 został mianowany biskupem Alaminos. 1 lipca 2007 przeszedł na emeryturę.